# Puerto Rico i olympiska vinterspelen 2018
Puerto Rico deltog i de olympiska vinterspelen 2018 i Pyeongchang, Sydkorea, med en trupp på en atlet (en man) fördelat på en sport.
Vid invigningsceremonin bars Puerto Ricos flagga av alpina skidåkaren Charles Flaherty.